# 卡爾瓦坎查山
9°29′10″S 77°19′19″W / 9.48611°S 77.32194°W
卡爾瓦坎查山（Carhuascancha），是秘魯的山峰，位於該國北部安卡什大區，處於萬特桑山西北面，屬於安第斯山脈中布蘭卡山脈的一部分，海拔高度約5,500米。